# Maison de Saint-Astier (Périgueux)
Ne doit pas être confondu avec Hôtel de Saint-Astier (Périgueux).
La maison de Saint-Astier est une maison implantée à Périgueux dans le département français de la Dordogne, en région Nouvelle-Aquitaine. Elle a été édifiée au XVIe siècle.

## Présentation
La maison de Saint-Astier se situe en Périgord, au centre du département de la Dordogne, dans le secteur sauvegardé du centre-ville de Périgueux, en rive droite de l'Isle. C'est une propriété privée sise 3 rue du Calvaire.

## Histoire

### L'hospitiumdu Vigier
Le vigier du chapitre de Saint-Front, officier chargé de rendre justice au nom des chanoines de l'abbaye de Saint-Front, logeait dans cette maison qui date du XIIIe siècle. Il tenait sa charge en fief du chapitre et en percevait seul les émoluments. La charge de vigier était héréditaire. L'exercice de la justice par le chapitre de Saint-Front était ancien au Puy-Saint-Front car l'abbaye était à l'origine de cette partie de la ville. Ce pouvoir était souvent en conflit avec la justice consulaire. Une répartition semblait avoir été faite en 1290 : le vigier du chapitre ne connaissait que les causes civiles, et le Consulat traitait les causes criminelles. Le vigier avait sa prison et son pilori.
La maison du Vigier est citée dans les registres de Charité du XIIIe siècle. Les indications permettent de la placer près du four Brugayrol qui se trouvait sur les pentes sud du Puy-Saint-Front, entre la rue Aubergerie et le mur qui protège la ville le long de l'Isle. En 1327, les maisons du quartier des Paraires  sont décrites proches de la maison d'Hélie Vigier, donzel, vigier de Périgueux, qui est aussi proche de maisons situées sur la rue Neuve. La maison de la famille Lachapelle était proche de la place de la Clautre et de la maison du vigier. Dans sa recherche de la localisation de la maison du vigier, Arlette Higounet-Nadal la situe près de la place de la Clautre, sur une rue descendant de la place, entre la rue Aubergerie et la rue Neuve. Un acte de quittance de dot est passé en 1323 dans l'aula de l'hospitium du vigier. Cette description a conduit à placer cet édifice au coin de la rue du Calvaire et de la rue Saint-Roch, un bâtiment barlong qui est aujourd'hui inclus dans l'école Saint-Joseph. La rue du Calvaire doit être la limite occidentale entre le quartier de Rue Neuve et des Paraires. Le quartier de Rue Neuve est aujourd'hui un terrain vague au sud de la cathédrale. Wlgrin de Taillefer décrit cette maison comme un édifice du XIIe siècle dans Les antiquités de Vésone, tome 2, p. 610 .
L'étage de la maison du Vigier a été repris au XVe siècle. On peut distinguer deux fenêtres qui ont été bouchées. Le rez-de-chaussée s'ouvrait sur la rue par deux grands portails dont les trois claveaux supérieurs sont percés d'un oculus.

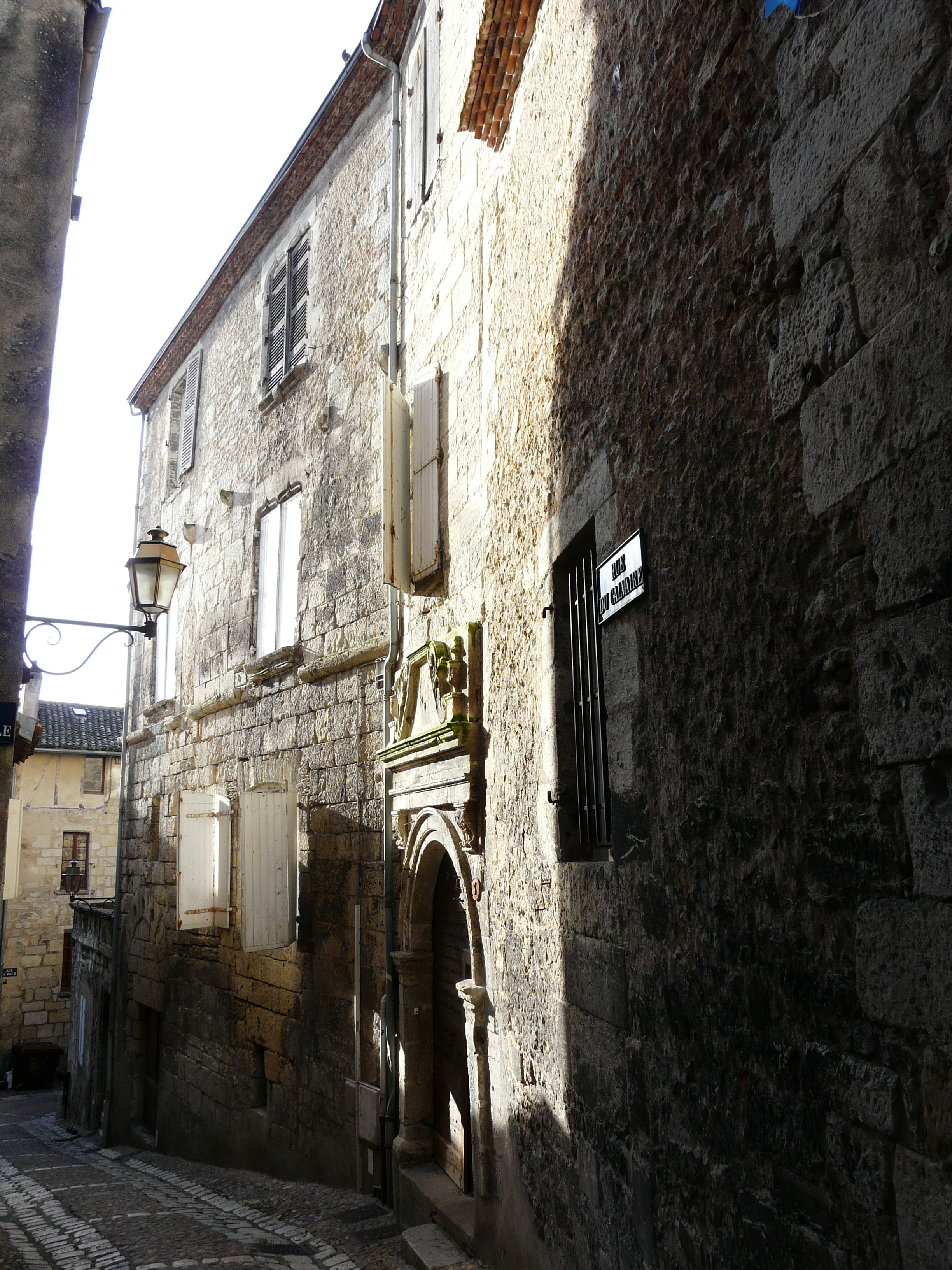
Le portail de la maison de Saint-Astier et de l'hôtel du Vigier, rue du Calvaire.
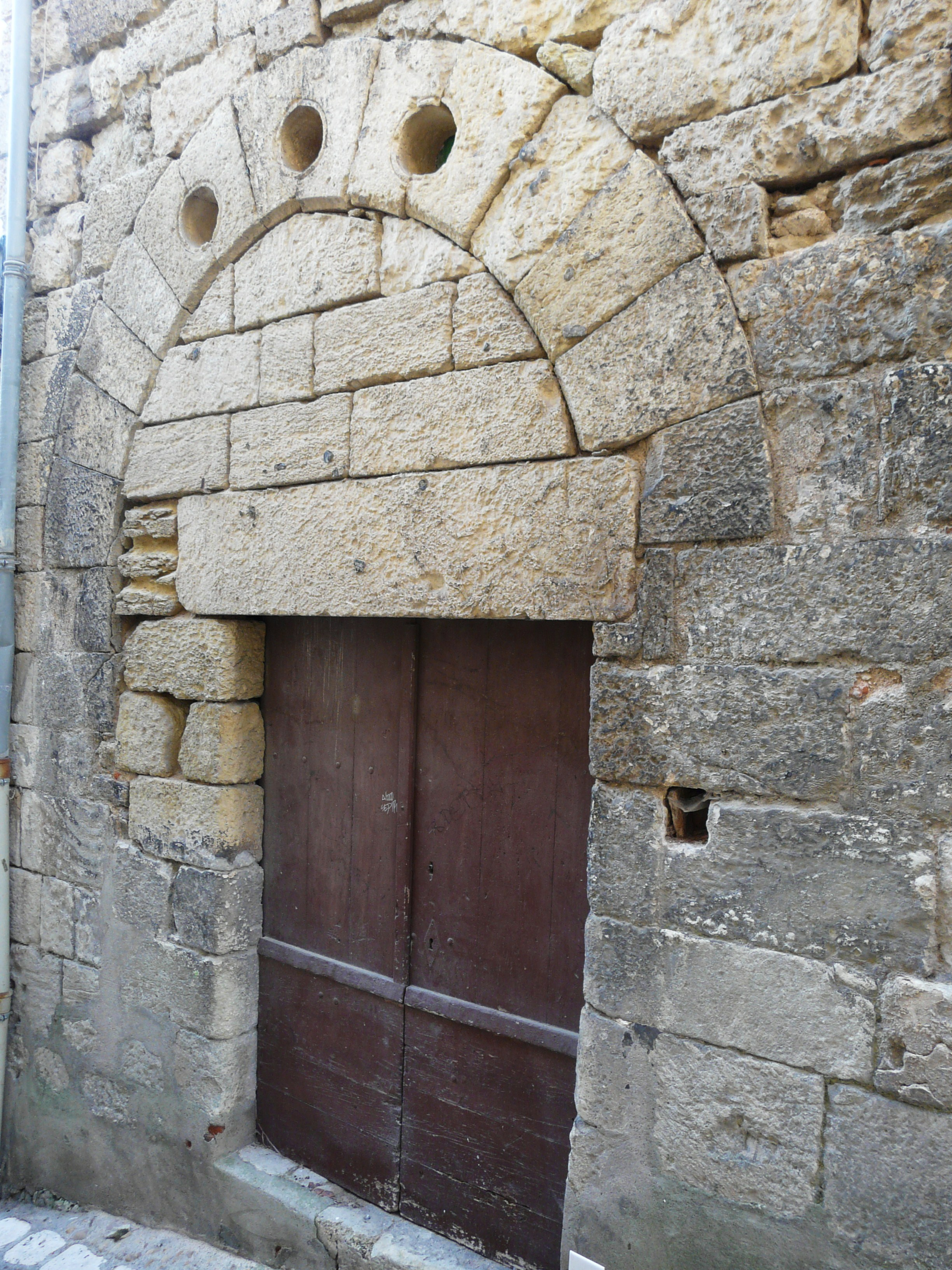
Porte de l'ancien hôtel du Vigier, rue du Calvaire.

La construction de la maison de Saint-Astier remonte au XVIe siècle.
Les bâtiments sont occupés par l'école primaire privée Saint-Front.

## Protection
Le 22 novembre 1938, les façades et les toitures de la maison sont classées au titre des monuments historiques.

## Architecture
La maison du Vigier est grand et haut logis de plan rectangulaire, une « résidence-bloc » compacte de type seigneurial comme l'hôtel d'Abzac, rue Aubergerie.